# Базар (остров)
База́р — остров архипелага Северная Земля. Административно относится к Таймырскому Долгано-Ненецкому району Красноярского края.
Расположен в 3,5 километрах от северо-восточного побережья острова Октябрьской Революции между мысами Свердлова (к востоку) и Начальным.
Имеет овальную, вытянутую с юга на север форму длиной чуть более 800 метров и шириной до 250 метров. Свободен ото льда. Существенных возвышенностей нет. Приблизительно в 1,7 километрах к западу от Базара находится небольшой безымянный остров.